# Ancylostoma caninum
Ancylostoma caninum är en rundmaskart. Ancylostoma caninum ingår i släktet Ancylostoma, och familjen Ancylostomidae. Arten är reproducerande i Sverige.

## Bildgalleri

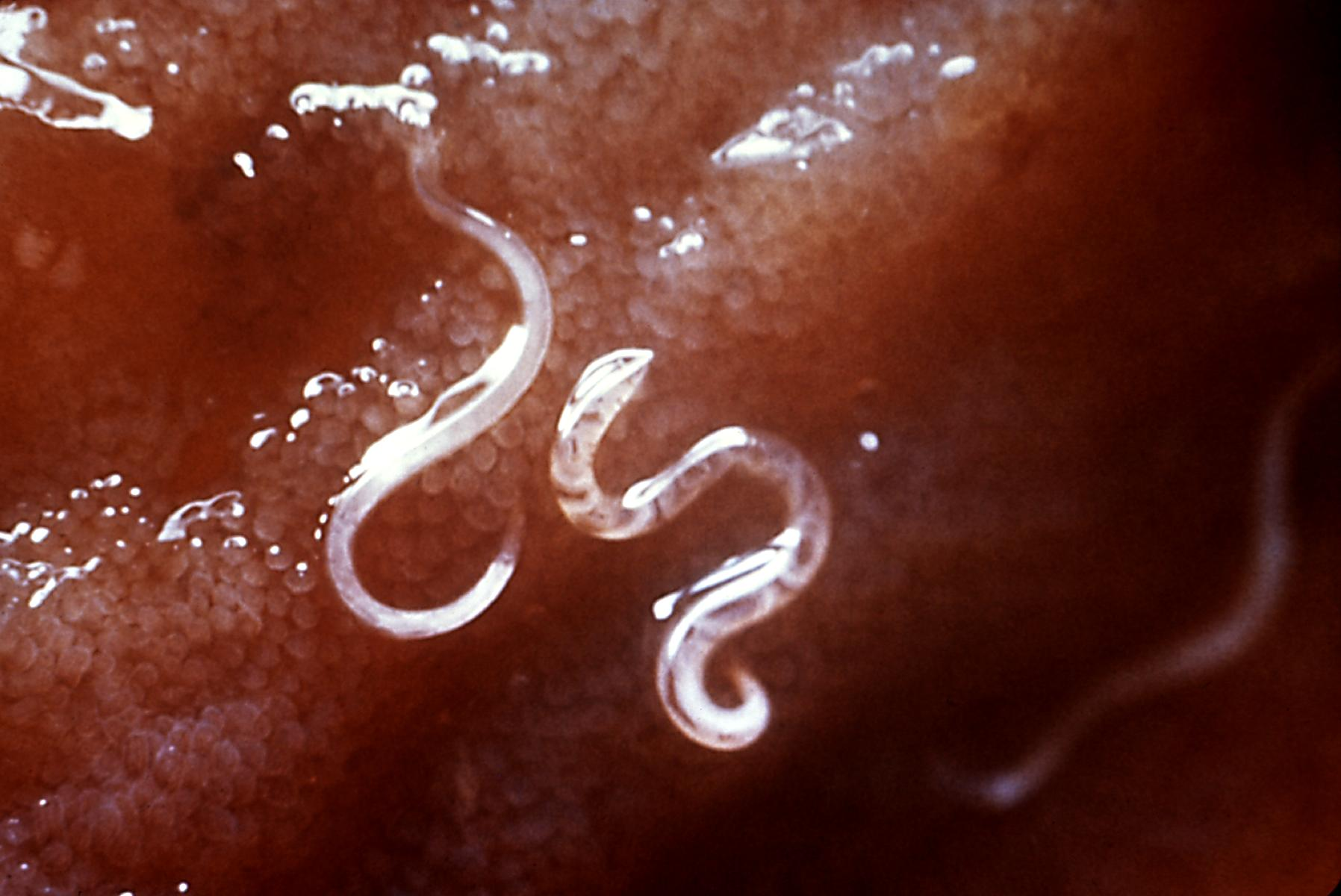
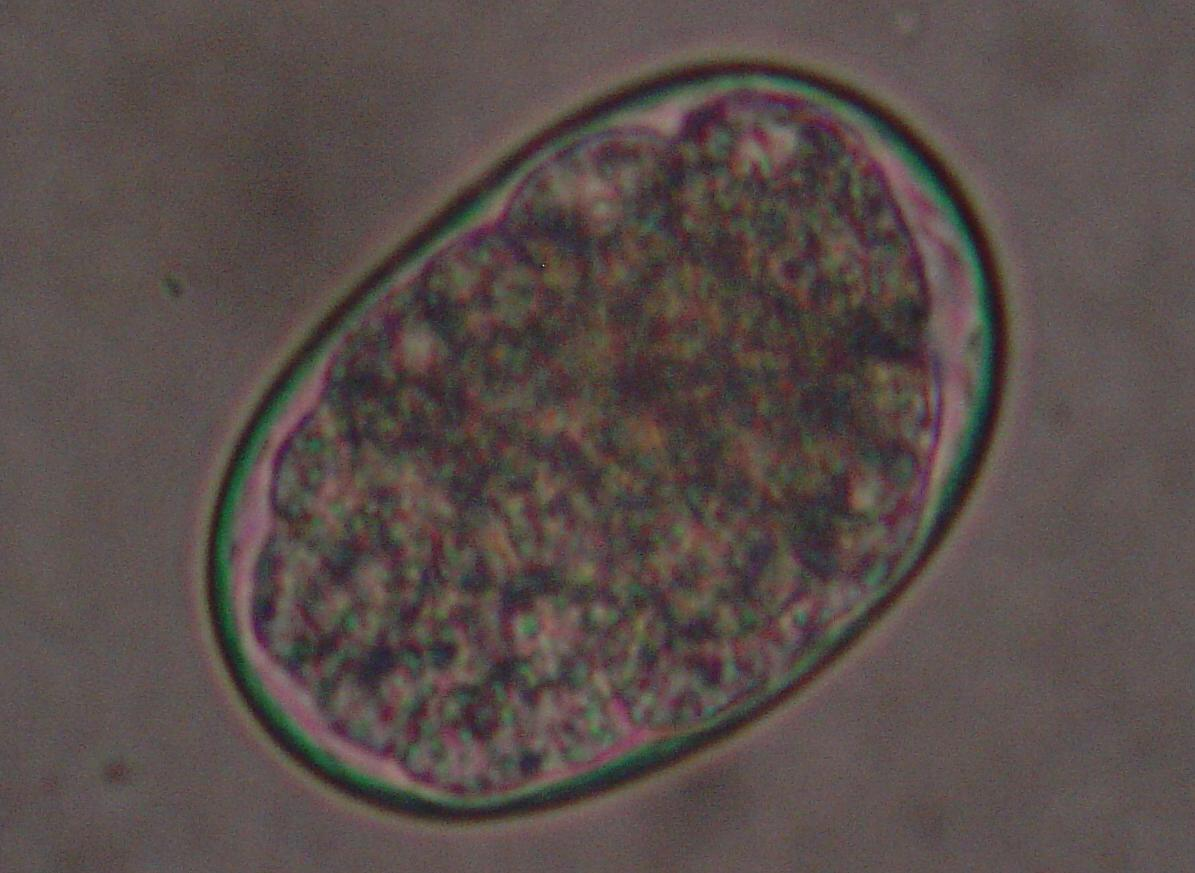
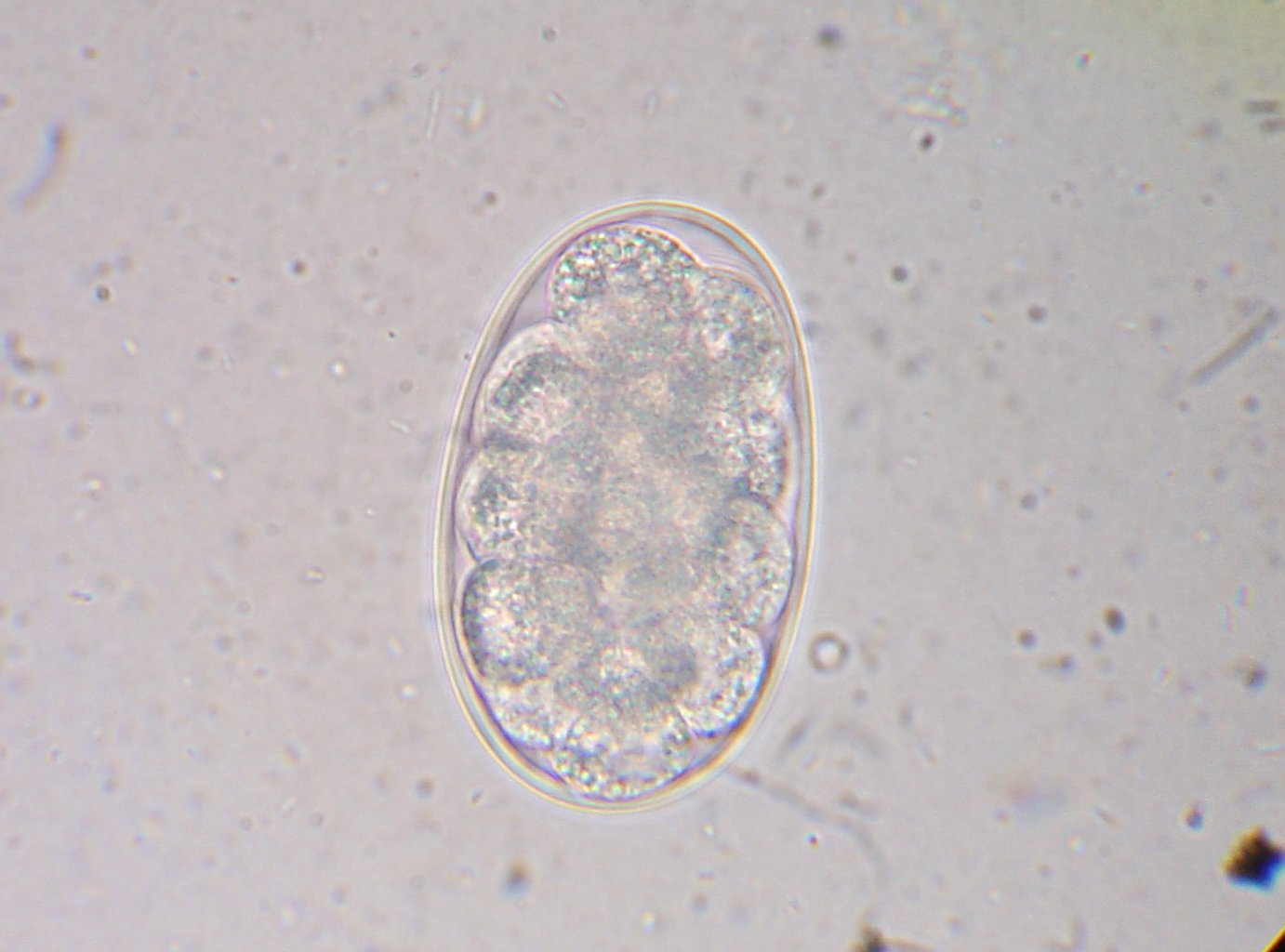
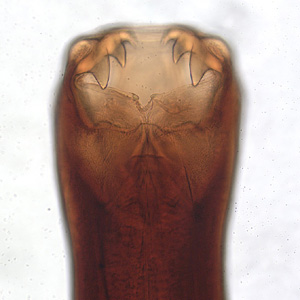
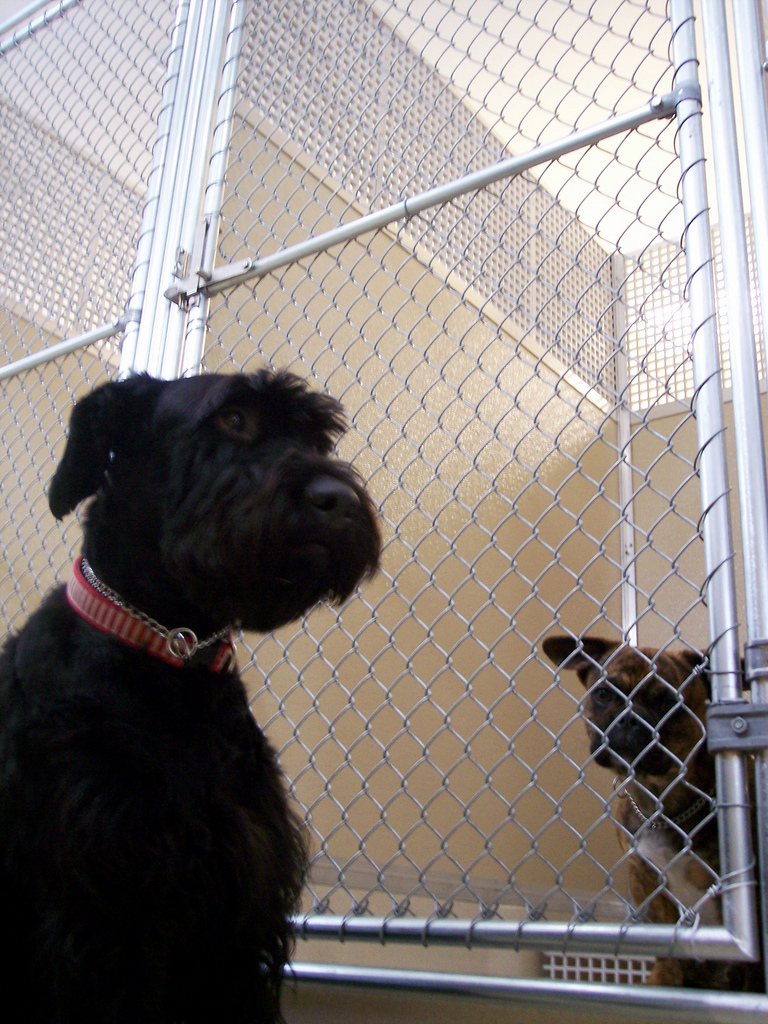